# Сезон полювання 2
«Сезон полювання 2» (англ. «Open Season 2») — комп'ютерний мультфільм-комедія 2008 року. Продовження мультфільму «Сезон полювання». У 2010 році вийшов сіквел Сезон полювання 3.

## Ролі дублювали
Фільм дубльовано компанією "Невафільм Україна"
Переклад Тетяни Коробкової
Режисер: Ольга Фокіна
Асистент дубляжу: Євгенія Захваткіна

Юрій Коваленко
Юрій Ребрик
Ірина Ткаленко
В'ячеслав Дудко
Анатолій Зіновенко
Дмитро Завадський

Київ, 2008 рік